# Oracle Application Express
Oracle APEX (também conhecido como APEX ou Oracle Application Express) é um ambiente de desenvolvimento de software da web executado no banco de dados Oracle. É totalmente suportado e está incluído (sem custo adicional) em todas as edições do banco de dados Oracle. Desde a versão 11g, ele é instalado por padrão como parte da instalação do banco de dados. O APEX pode ser usado para criar aplicativos da web complexos que podem ser usados em navegadores da web modernos. O ambiente de desenvolvimento APEX é acessado a partir do navegador.
Oracle Application Express pode ser instalado em qualquer banco de dados Oracle a partir da versão 9.2 ou superior e, a partir do Oracle 11g, é instalado com o banco de dados padrão.
APEX 4.0 e superior podem ser instalados no Oracle Database 10.2.0.3 ou superior. APEX 5.0 e superior podem ser instalados em todas as edições (SE1, SE e EE) do Oracle Database, 11.1.0.7 ou superior, com um contrato válido de suporte técnico do Oracle Database; também pode ser usado com o Oracle Database 11g Express Edition (XE), mas é suportado pela Oracle Technology Network e não pelo Oracle Support Services.

| Nome do Produto     | Versão       | Lançamento        | Notas |
| ------------------- | ------------ | ----------------- | --- |
| HTML DB             | 1.5          | 2004              | Primeiro lançamento. |
| HTML DB             | 1.6          | 2004              | Tópicos adicionados. |
| HTML DB             | 2.0          | 2005              | SQL workshop added. |
| Application Express | 20.1.0.00.13 | 2020              | Esta versão inclui os seguintes recursos: APEX + Redwood: A interface do usuário do APEX e o App Builder foram atualizados para um alinhamento com o Redwood, a nova linguagem de design de experiência do usuário da Oracle. Aprimoramentos de Pesquisa Facetada: Ativando a lista de valores em cascata, facetas condicionais e exibição de contagem compacta. URLs Simples: a sintaxe do URL para aplicativos APEX foi simplificada para permitir URLs mais fáceis de lembrar em tempo de execução. Aprimoramentos em Implantações e Exportações: Backups automáticos, exportação de aplicativos como zip e implantação remota de aplicativos com um clique. Impressão em PDF Nativo: Agora você pode imprimir arquivos PDF diretamente de Grades Interativas. Mega Menus: Renderizam o menu de navegação como painel flutuante contraível que exibe todos os itens de navegação de uma vez. |
| Application Express | 20.2.0.00.20 | 2020              | Esta versão inclui os seguintes recursos: Todos os Novos Componentes de Cartões: O novo componente Cartões oferece uma nova maneira avançada de apresentar dados e dá aos desenvolvedores o máximo controle e flexibilidade na interface do usuário. Automações: Automações são um conjunto condicional de ações automaticamente disparadas por alterações que ocorrem em tabelas de banco de dados ou origens de dados remotas. Aprimoramentos de Pesquisa Facetada: Gráficos de barras ou pizza das contagens de valores de facetas, Grupos de facetas de caixa de seleção para colunas boolianas, Tipo de faceta de Campo de Entrada, Otimização de desempenho para facetas de valores distintos. Impressão de Relatório: Impressão em PDF integrada e download do Excel, Relatório Interativo - Enviar E-Mail, Integração avançada com o Oracle BI Publisher, Novas APIs para gerar arquivos, Suporte a mais idiomas. Sincronização da Origem de Dados REST: O APEX suporta a sincronização de dados de uma Origem de Dados REST (anteriormente conhecida como Módulos de Origem Web) com uma tabela local. A sincronização pode ser executada por Programação ou sob Demanda, chamando o pacote APEX_REST_SOURCE_SYNC. Estilo de Tema Redwood Light: O Tema Universal agora fornece um novo estilo de tema Redwood Light para aplicativos, disponível por meio do Seletor de Tema. |
| Application Express | 19.2.0.00.18 | Noviembre 2019    | Nuevas Características |
| Application Express | 20.1.0.00.13 | Abril de 2020     | Nuevas Características |
| Application Express | 20.2.0.00.20 | Octubre de 2020   | Nuevas Características |
| APEX                | 21.1.0       | Mayo de 2021      | Nuevas Características |
| APEX                | 21.2.0       | Noviembre de 2021 | Nuevas Características |
| APEX                | 22.1         | Mayo de 2022      | Nuevas Características |
| APEX                | 22.2         | Noviembre de 2022 | Nuevas Características |
| APEX                | 23.1         | Maio de 2023      | Novidades do Oracle APEX 23.1 |
| APEX                | 23.2         | Novembro de 2023  | Novidades do Oracle APEX 23.2 |

## Ligações externos
- Oracle Application Express